# Burmeistera racemiflora
Burmeistera racemiflora är en klockväxtart som beskrevs av Thomas G. Lammers. Burmeistera racemiflora ingår i släktet Burmeistera och familjen klockväxter. IUCN kategoriserar arten globalt som sårbar. Inga underarter finns listade i Catalogue of Life.